# Бальве
Бальве (нім. Balve) — місто у Німеччині. Розташоване у районі Меркіш округу Арнсберг федеральної землі Північний Рейн-Вестфалія.

## Населення
- 1995 — 11891,
- 2000 — 12137,
- 2005 — 12220,
- 2010 — 11985.

## Колишній металургійний завод «Luisenhütte Wocklum»

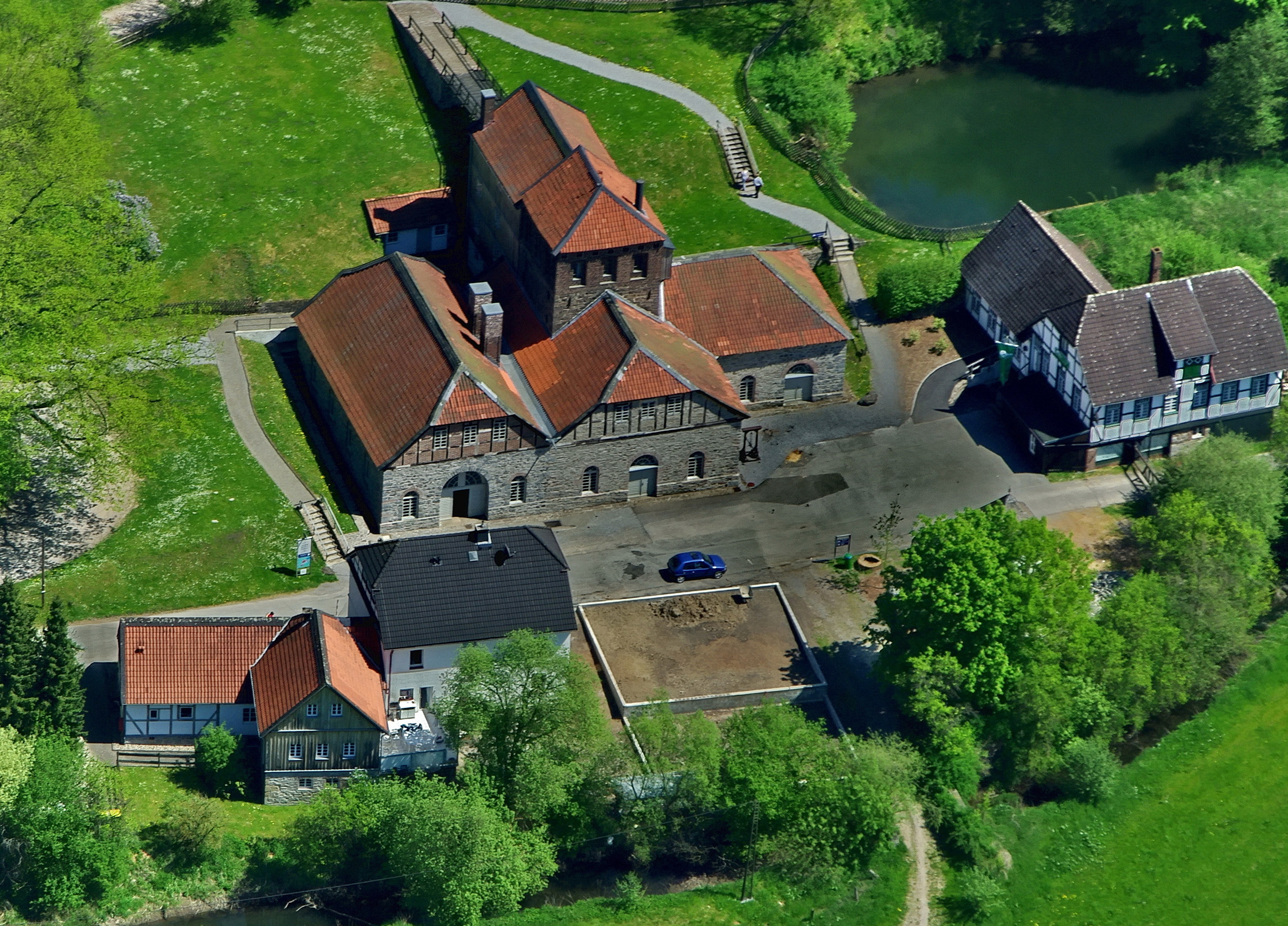
Колишній металургійний завод міста Бальве. Вид згори.

З середини XVIII століття по 1864 рік у місті Бальве працював залізоробний завод. З 1950 року на його території знаходиться музей. На його території знаходиться найстаріша з повністю збережених старовинних доменних печей Німеччини.

Розташування міста Бальве на карті району Меркіш у федеральній землі Північний Рейн-Вестфалія.